# Károly Kovács (actor)
Károly Kovács (n. 19 ianuarie 1902, Szilasbalhás, Sárbogárd, Țările Coroanei Sfântului Ștefan, Ungaria – d. 10 decembrie 1990, Budapesta, Ungaria) a fost un actor maghiar de teatru și film, distins cu titlul de artist emerit.

## Biografie
În 1920 a debutat ca amator pe scena Teatrului Municipal din Szeged, apoi a urmat școala de actorie a actriței Szidi Rákosi, după care a fost angajat în 1922 la Teatrul Maghiar din Pesta, dar nu a făcut mult timp parte dintr-o trupă de teatru. În 1924 a jucat la Teatrul Renașterii, în 1924-1925 la Teatrul Național de Cameră, în 1926-1927 la teatrul din Győr, în 1927-1928 la teatrul din Miskolc și în 1927-1929 la teatrul din Szeged. În vara anului 1929 s-a căsătorit cu tânăra actriță Margit Dajka, cu care a trăit până la divorțul din 1940.
În 1932 a fost angajat la Teatrul Belváros, împreună cu Dajka, și în 1934 la Teatrul de Comedie, unde soția sa a devenit în scurt timp o vedetă. Din 1935, când Antal Németh a preluat conducerea Teatrului Național, și a invitat- să joae acolo pe Dajka, Kovács a fost angajat și el ca actor până în 1945. După 1945 s-a mutat mai întâi la Teatrul de Pionierat, apoi la Teatrul Petőfi (unde juca atunci fosta lui soție, Margit Dajka) și apoi, împreună cu ea, la Teatrul Thália. S-a pensionat de acolo la sfârșitul anilor 1960.
Inițial, a jucat roluri minore în piese de teatru, apoi, începând cu anii 1930, a început să obțină roluri principale, interpretând mai ales personaje negative, hotărâte și cu un caracter intrigant. A apărut în mai multe filme. caractere interesante.
În 1957 a fost distins cu titlul de artist emerit.

## Roluri principale
Piese de teatru
Numărul rolurilor interpretate din 1949, potrivit evidențelor teatrale, este de 65. Printre acestea se numără următoarele:
- Lucifer (Imre Madách: Tragedia omului);
- Metternich (Rostand: A sasfiók);
- Cedro báró (Goldoni: A legyező);
- Chabot (Hanns Johst: Thomas Paine);
- Marmeladov (Dostoievski–Baty: Crimă și pedeapsă);
- Gróf Fontana (Hochhuth: A helytartó);
- Lontai (Endre Fejes: Rozsdatemető);
- Kaunitz (Dezső Szomory: II. József császár).

Filme
- 1955 2x2=câteodată 5! (2x2 néha 5) - János Gábori, director
- 1956 A csodacsatár
- 1958 Édes Anna, regia Zoltán Fábri
- 1959 Szegény gazdagok - Sipos ügyvéd
- 1959 A becsületrombolók - Váltókezelő
- 1960 A Noszty fiú esete Tóth Marival - Palojtay
- 1960 Fii bun până la moarte (Légy jó mindhalálig) - Fegyelmi bizottság elnöke
- 1962 Omul de aur (Az aranyember) - ministrul
- 1963 Foto Háber (Fotó Háber), regia Zoltán Várkonyi
- 1963 Căpitanul din Tenkeș (A Tenkes kapitánya) - Labanc tábornok
- 1965 Fiii omului cu inima de piatră (A kőszívű ember fiai) - ofițer maghiar
- 1965 Caporalul și ceilalți (A tizedes meg a többiek) - Százados
- 1964 (Húsz óra) - A gróf [8]
- 1966 (Kárpáthy Zoltán, 1966.) - Kőcserepi Dániel
- 1966 (Barbárok), 1966) - Vizsgálóbíró
- 1970 (A fekete város, 1970.) - Mostel
- 1971 Rózsa Sándor (serial TV) - Kulacsos Nagy Mihály, Szeged város főügyésze
- 1973 (Sólyom a sasfészekben, 1973.), serial TV - Vanák Rezső/Vízváry Rudolf
- 1975 (Le a cipővel!, 1975.) - Gazsi bácsi
- 1980 Kojak la Budapesta (Kojak Budapesten, 1980) - Kórházi beteg
- 1980 Madona păgână (A Pogány Madonna) - Öreg horgász

Film documentar
- Horthy Miklós (serialul TV „Századunk”)

Teatru radiofonic
- Minden egér szereti a sajtot (Zakariás, 1980)